# Saint-Julien-Maumont
Saint-Julien-Maumont é uma comuna francesa na região administrativa da Nova Aquitânia, no departamento de Corrèze. Estende-se por uma área de 6,21 km². Em 2010 a comuna tinha 160 habitantes (densidade: 25,8 hab./km²).